# 브랜든 반즈
브랜든 마이클 반즈(영어: Brandon Michael Barnes, 1986년 5월 15일 ~ )는 미국의 전 야구 선수이자, 전 KBO 리그 한화 이글스의 외야수, 내야수이다.

## 선수 시절

### 미국 프로야구시절
2012년에 휴스턴 애스트로스에 입단하였다.

### KBO 리그시절

#### 한화 이글스시절

##### 2020년 시즌
6월 22일에 성적 부진으로 방출된 제러드 호잉을 대체할 외국인 야수로 영입되었다. 7월 18일 LG 트윈스와의 경기에서 데뷔 첫 경기를 치렀고, 경기에서 4타수 1안타를 기록했다. 7월 26일 SK 와이번스와의 경기에서 시즌 첫 홈런을 쳐 냈다. 9월 23일 팀에서 시즌 첫 만루 홈런을 기록했다. 그리고 그는 시즌이 끝난 뒤, 은퇴를 했다.